# ピク・パラディ
ピク・パラディ（フランス語: Pic Paradis）は、カリブ海・リーワード諸島（小アンティル諸島北部）のセント・マーチン島（サン・マルタン島）にある休火山。標高は424mで、この島における最高峰である。この島は北部がフランス領（サン・マルタン）、南部がオランダ領（シント・マールテン）に分かれているが、この山はフランス側に位置する。
名は「パラダイスの頂」を意味し、ピク・ドゥ・パラディ（Pic du Paradis）とも、英語でパラダイス・ピーク（Paradise Peak）とも記される。